# Franz Xaver Blyma
Franz Xaver Blyma (geb. ca. 1770 in Böhmen; gest. 1812 Kiew) war ein tschechischer Komponist, Geiger und Dirigent.

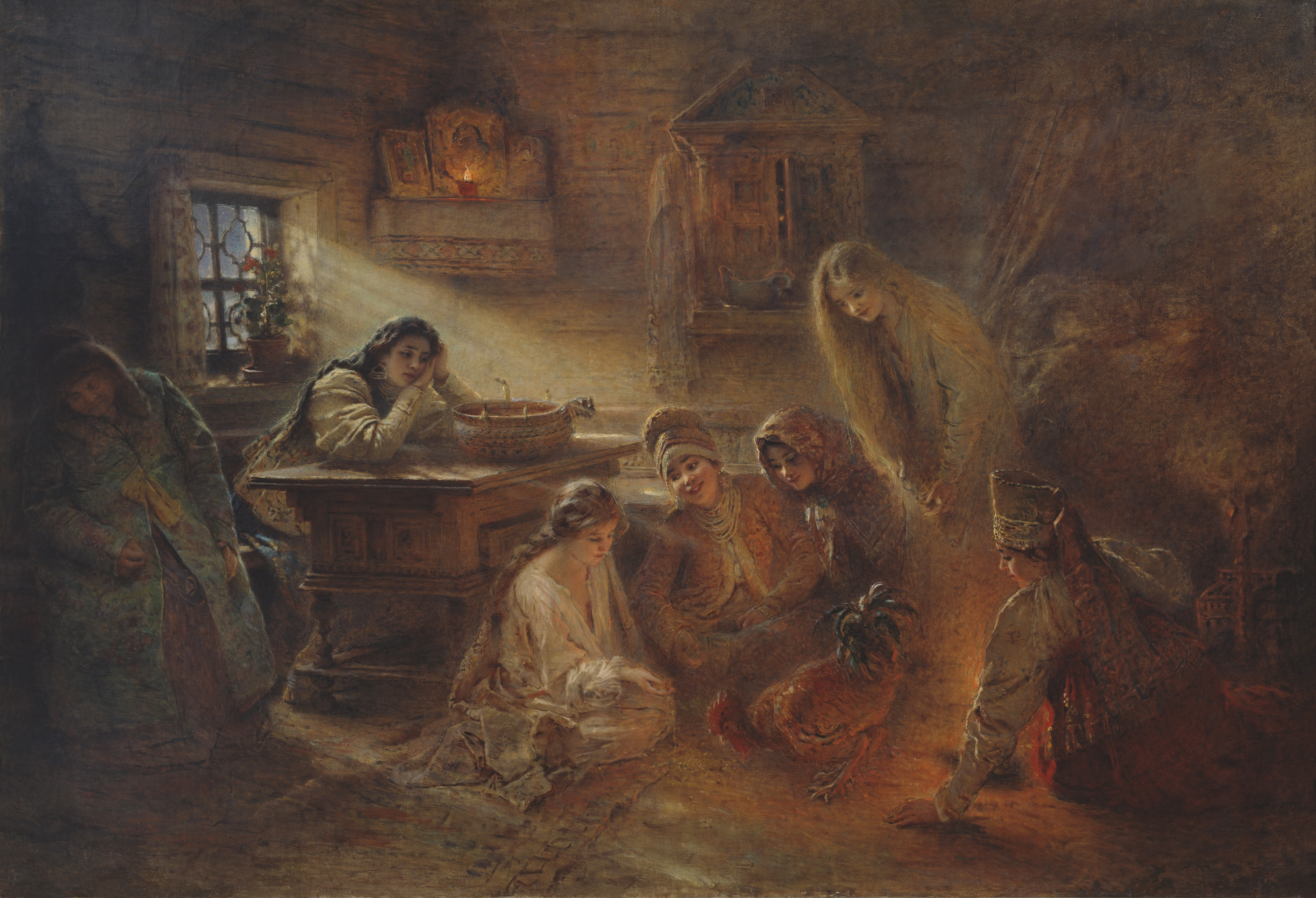
Weihnachts-Wahrsagerei (Gemälde von K. Je. Makowski)

## Leben und Werk
Blyma wurde 1770 geboren. 1790 diente er als Kapellmeister im Orchester des Petrowski-Theaters (dem Vorläufer des Bolschoi-Theaters) in Moskau und später in Wolhynien in der Kapelle des Grafen  Michail Komburlei (1761–1821). Blyma schrieb zwei Sinfonien (1799; 1803) sowie Violin- und Klavierstücke. 
Beliebt war Blymas Oper „Weihnachten in der alten Zeit“ (russisch Старинные святки; Libretto A. F. Malinowski, 1798), die 1800 in Moskau aufgeführt wurde und in der die ursprüngliche Geschichte des Rituals der Weihnachts-Wahrsagerei auf der Bühne nachgestellt wurde. Die berühmte Sängerin Sandunowa sang in der Rolle der Bojarentochter Nastasja. Während der Zeit des Vaterländischen Krieges 1812 löste die Aufführung der Oper patriotische Ausbrüche aus. Der Einfluss der Oper auf die Zeitgenossen zeigt sich in Wassili Schukowskis Ballade „Swetlana“, in der Wahrsageszene und Tatjanas Traum im Roman in Versen „Eugen Onegin“ von Alexander Puschkin.

## Werke (Auswahl)
- Große Sinfonie (1799)
- 2. Sinfonie (1803)
- Oper „Weihnachten in der alten Zeit“ (Starinnye svjatki) (Libretto A. F. Malinowski, 1798)
- Violin- und Klavierstücke